# Bloch MB.162
Bloch MB.162 — французский бомбардировщик компании Société des Avions Marcel Bloch. Построен на базе пассажирского самолёта Bloch MB.161.

## История
Самолёт построен в 1940 году и в том же году совершил свой первый полёт. Впоследствии его захватили немцы, которые использовали его для тайных операций на больших расстояниях. Дальнейшая судьба неизвестна.

## Лётные данные
- Размах крыла, м: 28.40
- Длина, м: 22.16
- Высота, м: 3.75
- Площадь крыла, м2: 107.00
- Масса, кг
  - пустого самолета: 11050
  - нормальная взлетная: 18779
- Тип двигателя: 4 ПД Gnome-Rhone 14N-48
- Мощность, л.с.: 4 х 1100
- Максимальная скорость, км/ч: 485
- Крейсерская скорость, км/ч: 350
- Практическая дальность, км: 2400
- Практический потолок, м: 9000
- Экипаж: 5
- Вооружение: два 7,5 мм пулемета MAC 34 и две 20-мм пушки HS-404, до 3600 кг бомб.